# پلاسنسیا د خالن
پلاسنسیا د خالن (به اسپانیایی: Plasencia de Jalón) یک دهستان در اسپانیا است که در استان ساراگوسا واقع شده‌است. پلاسنسیا د خالن ۳۴ کیلومتر مربع مساحت و ۳۶۸ نفر جمعیت دارد و ۲۷۴ متر بالاتر از سطح دریا واقع شده‌است.